# Divisione calcio paralimpico e sperimentale
La Divisione Calcio Paralimpico e Sperimentale (DCPS) è una divisione della Federazione Italiana Giuoco Calcio (FIGC) che si occupa dell’organizzazione e della promozione dell’attività calcistica per persone con disabilità e patologie psichiatriche.
A livello internazionale la FIGC è la prima Federazione sportiva dedicata al calcio praticato da persone normodotate ad aver aperto al suo interno un ambito specifico, strutturato e organico grazie anche alla collaborazione sinergica di tutte le principali componenti del mondo del calcio.

## Storia
La DCPS è stata istituita attraverso delibera del Consiglio Federale il 3 ottobre 2019, dopo la firma di un apposito Protocollo d’Intesa tra FIGC e Comitato Italiano Paralimpico (CIP) che ha attivato l’iter per l’istituzione di un tavolo di lavoro misto FIGC-CIP, con le Federazioni paralimpiche FISDIR, FISPIC e FISPES, per individuare le discipline da istituire in seno alla FIGC, i piani di sviluppo, le necessarie certificazioni mediche, le classificazioni degli atleti e la formazione dei tecnici.
La DCPS raccoglie l'eredità del progetto "Quarta Categoria", nato nel gennaio 2017 con la partecipazione iniziale di 12 squadre a due tornei regionali. Il 30 gennaio 2020 presso il Centro di Preparazione Olimpica "Giulio Onesti" viene inaugurata la prima stagione della neonata DCPS, con l’inizio ufficiale delle attività a partire dal successivo 1º febbraio e l’avvio dei tornei di tutte le categorie di competenza; per la stagione sportiva did ebutto, 2020-2021, risultato iscritte 124 squadre inserite in tre livelli di gioco differenti per capacità calcistiche che riuniscono circa 3 000 tesserati, 89 società affiliate e 11 tornei regionali: Abruzzo, Emilia-Romagna, Lazio, Liguria, Lombardia, Marche, Piemonte, Puglia, Sardegna, Toscana e Veneto.
Il presidente della DCPS è Franco Carraro, eletto all’unanimità il 22 luglio 2020 al termine della prima riunione del Consiglio Direttivo della stessa, e riconfermato il 23 aprile 2021.
Il 19 novembre 2020 il Comitato Esecutivo dell'Union of European Football Associations premia "Quarta Categoria" come Miglior Progetto-Livello Gold nella categoria "Best Disability Initiative" nell’ambito dei Grassroots Awards 2020 destinati ai leader, club e progetti europei che si contraddistinguono per l’eccellenza nel calcio di base.

## Organigramma
Di seguito è riportato l'organigramma della divisione:
- Presidente del Consiglio Direttivo: Franco Carraro;
- Vicepresidente del Consiglio Direttivo: Elisabetta Scorcu.

### Presidenti
Quella che segue è la lista dei presidenti eletti che si sono succeduti alla guida della divisione:
|                | Franco Carraro | 22 luglio 2020 | 23 aprile 2021                               | Presidente eletto dal Consiglio direttivo. |
| 23 aprile 2021 | Franco Carraro | in carica      | Presidente rieletto dal Consiglio direttivo. |                                            |

## Competizioni
Le competizioni della divisione federale, per calciatori e calciatrici con disabilità cognitivo- relazione e patologie psichiatriche, sono organizzate con il supporto dei Comitati Regionale facenti capo alla Lega Nazionale Dilettanti. I tornei regionali si concludono con una finale nazionale tra le vincitrici, per ogni livello. I comitati coinvolti sono al momento 12: 
- C.R. Abruzzo;
- C.R. Campania;
- C.R. Emilia Romagna;
- C.R. Lazio;
- C.R. Liguria;
- C.R. Lombardia;
- C.R. Marche;
- C.R. Piemonte–Valle D'Aosta;
- C.R. Puglia;
- C.R. Sardegna;
- C.R. Toscana;
- C.R. Veneto.